# Зедубани (Чиатурский муниципалитет)
Зедубани (груз. ზედუბანი) — село в Грузии, на территории Чиатурского муниципалитета края (мхаре) Имеретия.

## География
Село находится на западе центральной части Грузии, в долине реки Сатопела (правый приток реки Джручулы), на расстоянии приблизительно 7 километров (по прямой) к северо-северо-востоку от города Чиатура, административного центра муниципалитета. Абсолютная высота — 569 метров над уровнем моря.

## Население
По результатам официальной переписи населения 2014 года, в Зедубани проживало 246 человек (120 мужчин и 126 женщин). В национальной структуре населения грузины составляли 100 %.
| Год  | Население, человек |
| ---- | ------------------ |
| 2002 | 545                |
| 2014 | ↘ 246              |